# Deongnyeong
Deongnyeong, död 1375, var Koreas drottning 1330–1332 och 1339–1344, gift med kung Chunghye av Goryeo. Hon var regent för sin son Chungmok 1344–1348 och för sin styvson Chungjeong av Goryeo 1348. 
Deongnyeong var medlem av Yuandynastin, Kinas mongoliska kejsardynasti. Hon förlovades med Chunghye under hans tid i Kina. Vigseln ägde rum 1330. Paret fick en son 1337. Hennes make avsattes 1344, ersattes av deras son och avled senare samma år. Hennes son var åtta år och hon tog kontrollen som regent. Hennes son avled barnlös vid elva års ålder 1348 och ersattes av hennes styvson, som också var ett barn. Hon fortsatte att fungera som regent för sin styvson trots att hans biologiska mor fortfarande var vid livet och borde ha haft företräde att vara regent. Motståndet från kungens mors klan gjorde att Deongnyeong inte klarade att hantera situationen utan tvingades avgå senare samma år. Hennes styvson avsattes 1351. Hon blev väl behandlad av den nya monarken och fick ett underhåll, egendom och kunde föra en bekväm tillvaro. 